# Nevskij Flot
La Nevskij Flot ("flotta della Neva") è un circolo velico di San Pietroburgo, sulla riva della Neva. Essendo stato fondato la prima volta nel 1718, viene ritenuto il primo yacht club della storia.

## Storia

### 1718-1731
Probabilmente l'idea di fondare la flotta venne a Pietro il Grande nel 1716, quando il cantiere navale della Neva cominciò a costruire imbarcazioni civili. La Nevskij Flot, tuttavia, fu fondata nel 1718 dallo Zar, che era appassionato di navigazione, quando fornì 141 piccole imbarcazioni per intrattenere i membri dell'aristocrazia. La bandiera della flotta fu disegnata dallo Zar in persona: si tratta di una variante della bandiera della marina imperiale russa
La data di fondazione fa della Flotta della Neva il più antico circolo velico della storia, e spesso viene considerato tale, benché la  Nevskij Flot fosse stata fondata per ukaze imperiale e non per libera associazione, e perciò non possa considerarsi un vero club.
La flotta era posta sotto il comando dell'"Ammiraglio della Neva".
Si componeva di 10 yacht, 75 yacht da ghiaccio, 11 barconi o chiatte, 14 barche a remi, ed altre imbarcazioni.
Ogni domenica la flotta doveva riunirsi e, al colpo di pistola dell'Ammiraglio, percorrere un tratto del fiume per 2-4 ore.
La flotta trasportava gratuitamente alti dignitari, ufficiali di marina, membri del Sinodo e del Senato, monaci del monastero di Aleksandr Nevskij.
Con la morte di Pietro I nel 1731 la Flotta cessò la propria attività, sebbene non sia mai stata ufficialmente abolita. I tentativi di rilancio fatti sotto i regni di Anna Ivanovna e di Elisabetta Petrovna non ebbero successo.

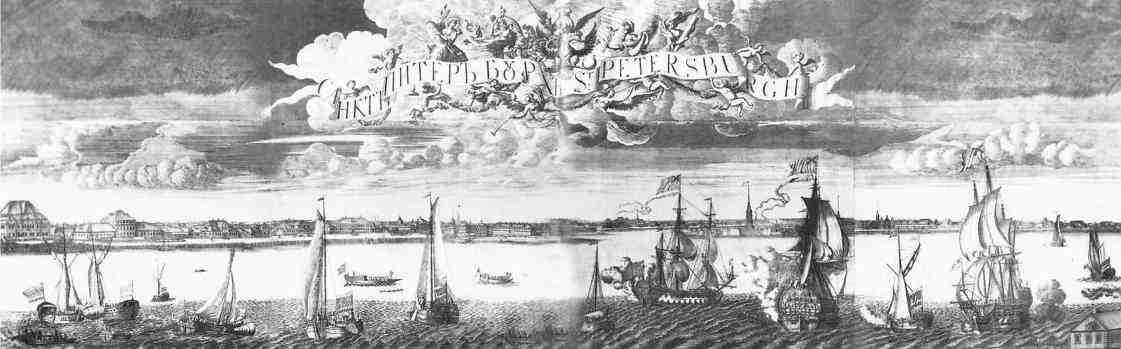
Veduta di San Pietroburgo del 1716, dove si vedono yacht accanto a navi da guerra sulla Neva

### 1846-1917
Nel 1846 fu costituito in Russia il primo yacht club con un regolamento di tipo britannico, lo Yacht Club Imperiale di San Pietroburgo.
Questo club riuniva inizialmente 19 soci e 5 imbarcazioni: solo i nobili erano ammessi.
Nel 1892 su iniziativa di alcuni ufficiali della Marina Imperiale venne fondato il Nevskij Yacht Club', in ricordo della Nevskij Flot di Pietro il Grande, poi riconosciuto da Nicola II nel 1894.
Il circolo organizzava regolarmente le regate per grossi panfili da crociera.
Lo Yacht Club della Neva fu sciolto dopo la Rivoluzione russa.

### 1958-2009
L'attuale Nevskij Yacht Club è stato ricostituito nel 1958 con sede al 94 del quai Martynova.
Nel 2009 è stata decretata la fusione del Nevskij Yacht Club con il circolo sportivo della Marina.